# Giacomo Insanguine
Giacomo Antonio Francesco Paolo Michele Insanguine (né le 22 mars 1728 à Monopoli, dans l'actuelle province de Bari, dans les Pouilles, alors dans le royaume de Naples – mort le 1er février 1795 à Naples) est un compositeur italien et organiste du XVIIIe siècle. Il était surnommé « Monopoli ».

## Biographie
À onze ans, en 1737, il entre au Conservatoire dei Poveri di Gesù Cristo, où il reste jusqu'à 1743, lorsque l'institut napolitain a été fermé. Donc le 19 janvier de la même année, il a été admis au Conservatoire de Sant'Onofrio a Porta Capuana: il a eu alors pour professeurs prestigieux Girolamo Abos et Francesco Durante. Il a été l'adjoint de ce dernier de 1749 jusqu'à la mort de Durante en 1755.
Pendant l'hiver de l'année suivante, il a donné son premier opéra au Teatro dei Fiorentini, Le revotato de funnacco; à partir de cette année et jusqu'en 1782, il a composé de nombreux opéras. Ceux composé avant 1770 étaient principalement comiques et étaient représentés principalement dans les théâtres napolitains. Après 1770, il a privilégié essentiellement le genre opera seria. Pour mettre en scène ses opéras, il a effectué des voyages à Rome, Venise et Turin.
Le 23 août 1767, il est devenu professeur au Conservatoire de Sant'Onofrio. Dans l'hiver de 1768 a été joué l'opéra-comique L'osteria de Marechiaro, pour lequel il a reçu de nombreuses acclamations, tandis que le 20 janvier 1770 il a fait représenter au Teatro San Carlo La Didone abbandonata.
À partir de 1774, il a pris le poste de second organiste, succédant à Joseph Doll, et plus tard, en 1781, celui de maître de chapelle de la cathédrale de Naples. Son dernier opéra représenté à Naples a été Calipso, écrit pour le Teatro San Carlo et mis en scène le 30 mai 1782, qui, cependant, a connu l'échec. En 1785, il est devenu primo maestro de Sant'Onofio, succédant à Carlo Cotumacci. Il a conservé ce poste jusqu'à sa mort.

## Œuvres

### Opéras
- Lo funnaco revotato (commedia per musica, livret de Pasquale Mililotti, d'après F. Olivia, 1756, Naples)
- La Matilde generosa (commedia per musica, 1757, Naples)
- Demetrio (dramma per musica, livret de Pietro Metastasio, 1759, Rome)
- Le sorelle tradite (commedia per musica, 1759, Naples)
- Il Monte Testaccio (intermezzi, en collaboration avec Antonio Sacchini, 1760, Rome)
- L'astuto balordo (commedia per musica, en collaboration avec Niccolò Piccinni, 1761, Naples)
- La furba burlata (commedia per musica, livret de Antonio Palomba, en collaboration avec Nicola Bonifacio Logroscino et Niccolò Piccinni, 1762, Naples)
- L'innamorato balorodo (commedia per musica, livret de Pietro Napoli Signorelli, en collaboration avec Nicola Bonifacio Logroscino et Giuseppe Geremia, 1763, Naples)
- Monsieur Petitone (commedia per musica, livret de Antonio Palomba, en collaboration avec Niccolò Piccinni, 1763, Naples)
- Le viaggiatrici di bellumore (commedia per musica, livret de Pietro Napoli Signorelli, en collaboration avec Nicola Bonifacio Logroscino, 1763, Naples)
- La giocatrice bizzarra (commedia per musica, livret de Antonio Palomba, en collaboration avec Gaspare Gabellone, 1764, Naples)
- Il nuovo Bellissario (commedia per musica, 1765, Naples)
- La vedova capricciosa (commedia per musica, livret de Antonio Palomba, en collaboration avec Carlo Franchi, 1765, Naples)
- Le quattro malmaritate (commedia per musica, livret de Antonio Palomba, 1766, Naples)
- Musica per un'opera sconosciuta (1766, Palerme)
- L'osteria di Marechiaro (commedia per musica, livret de Francesco Cerlone, 1768, Naples)
- La finta semplice ossia Il tutore burlato (commedia per musica, livret de Pasquale Mililotti, 1769, Naples)
- Pulcinella vendicato del ritorno del Marechiaro (farsetta, livret de Francesco Cerlone, révision de L'osteria di Marechiaro, 1769, Naples)
- La Didone abbandonata (dramma per musica, livret de Pietro Metastasio, 1770, Naples)
- La dama bizzarra (commedia per musica, livret de G. Ciliberti, 1770, Naples)
- Eumene (dramma per musica, livret de Apostolo Zeno, en collaboration avec Gian Francesco de Majo et Pasquale Errichelli, 1771, Naples)
- Merope (dramma per musica, livret de Apostolo Zeno, 1772, Venise)
- Arianna e Teseo (dramma per musica, livret de Pietro Pariati, 1773, Naples)
- Adriano in Siria (dramma per musica, livret de Pietro Metastasio, 1773, Naples)
- Le astuzie per amore (commedia per musica, livret de Pasquale Mililotti, 1777, Naples)
- Pulcinella finto maestro di musica (farsetta, livret de Antonio Casaccia, 1777, Naples)
- Eumene (dramma per musica, livret de Apostolo Zeno, 1778, Turin)
- La locandiera strega (farsetta, livret de Antonio Palomba, 1778, Cosenza)
- Medonte (dramma per musica, livret de Giovanni De Gamerra, 1779, Naples)
- Montezuma (dramma per musica, livret de Vittorio Amedeo Cigna-Santi, 1780, Turin)
- Calipso (dramma per musica, 1782, Naples)
- Arie per l'opera Armida (dramma per musica, 1786, Londres)

## Source
- (it) Cet article est partiellement ou en totalité issu de l’article de Wikipédia en italien intitulé « Giacomo Insanguine » (voir la liste des auteurs).